# Tidiani Shitou
„El Hadj“ Tidiani Shitou (1933, Shaki – 2000 region Mopti) byl nigerijský fotograf nejznámější svými průkopnickými fotografiemi jorubských oslav a portréty dvojníků v Nigérii.

## Osobní život
Shitou se narodil v Shaki, v oblasti Oyo v Nigérii v roce 1933 rodičům kmene Jorubů. Poprvé byl zaměstnán jako krejčí a obchodník v Nigérii. V polovině 50. let se začal učit fotografii od Mama Awaneho, nakonec se v roce 1962 přestěhoval do Mopti v Mali. Zde Shitou pokračoval ve svém fotografickém vzdělání po boku malijského fotografa Bosca Maigy. Během této doby Shitou hodně cestoval po celé zemi, usadil se nejprve v Gao a poté v Bamaku. Pokračoval v cestování po jižní Africe při hledání fotografických subjektů a fotografických lektorů. V roce 1971 se znovu usadil v Mopti se svou druhou manželkou Sarah Woussoufovou. Pokračoval v cestování po subsaharské Africe při hledání subjektů a technik. V roce 1980 podnikl pouť do Mekky a po návratu získal přezdívku „El Hadj“ podle šátku, který nosili oddaní muslimové. Zde založil své studio Gangal, kde pracoval až do své smrti v roce 2000. Po fotografovi zůstaly čtyři manželky a 26 dětí.

## Fotografická kariéra
Shitou je nejznámější svým přepracováním tradičního nigerijského umění Ibeji. V tradiční fotografii Ibeji jsou fotografie zdvojeny, aby naplnily potřebu rituálních postav používaných v kultu. Marilyn Houlberg píše: "Nedávným vývojem v Ila-orangun, Ibomina, je použití fotografií k zobrazení zesnulých dvojčat. Použití fotografie jako aktivního spojení s duchovním světem je v historii fotografie, pokud vím, bezprecedentní." Shitouovy fotografie využívají tradiční fotografické překryvné a portrétní techniky vyvinuté Joruby. Shitou řekl svému synovi: "Musíte mít na paměti symetrii. Používejte rekvizity podél osy, uspořádejte sedící, myslete na trojúhelníkové nebo obdélníkové kompozice." Kromě použití portrétních technik si Shitou vybíral subjekty, jako dvojníci nebo dvojčata oděných do svých šatů, komponovaných do póz a postojů, ale při bližším zkoumání se odhalili jako oddělení lidé. Shitou pracoval s kamerami 6x6 (Yashika, černobílé fotografie) a DSRL (barevné fotografie).

## Výstavy
Shitouovy fotografie zakoupilo Sokkelundovo muzeum v Kodani a soukromí sběratelé. Kromě toho byla jeho práce vystavena na Rencontres africaines de la photographie v Bamaku v roce 2001, v Indiana University Art Museum v dubnu 2007 a Chronicles Nomads of Honfleur v květnu 2007. Jeho práce byly také vystaveny v galerii Pierra Malbeca (Isle sur la Sorgue) v červenci a srpnu 2007, v Dettinger-Meyer Gallery (Lyon) v září a říjnu 2007, v Městské knihovně v Lyonu v prosinci 2008 a lednu 2009 a v Africkém muzeu v Lyonu od února do května 2012.